# Žiar nad Hronom
Žiar nad Hronom, până în 1927 Svätý Kríž, în traducere „Sfânta Cruce” (în germană Heiligenkreuz, în maghiară Garamszentkereszt), este un oraș din Slovacia cu 21.144 locuitori.

## Demografie
| An:                | 1994   | 2004   | 2014   | 2024    |
| ------------------ | ------ | ------ | ------ | ------- |
| Număr de persoane: | 20.261 | 19.718 | 19.558 | 16.677  |
| Diferență:         |        | −2,68% | −0,81% | −14,73% |

| An:                | 2023   | 2024   |
| ------------------ | ------ | ------ |
| Număr de persoane: | 16.879 | 16.677 |
| Diferență:         |        | −1,19% |

## Monumente
În estul localității se află ruinele cetății Sachsenstein („Piatra sașilor”).